# Abatus philippii
Abatus philippii is een zee-egel uit de familie Schizasteridae.
De wetenschappelijke naam van de soort werd voor het eerst geldig gepubliceerd in 1871 door Sven Ludvig Lovén.